# Sabah Sanhouri
Sabah Sanhouri (en arabe : صباح سنهوري), née le 18 décembre 1990  à Khartoum, au Soudan, est une écrivaine de fiction soudanais, connu pour ses nouvelles, sa poésie et le roman Paradise. Elle est également connu sous le nom de Sabah Babiker Ibraheem Sanhouri.

## Biographie
Sabah Babiker Ibraheem Sanhouri naît le 18 décembre 1990 à Khartoum, au Soudan,.
Sanhouri écrit en arabe et plusieurs de ses histoires sont traduites en français, en anglais, en allemand et en italien. En 2015, elle publie en Égypte Mirrors, son premier recueil de nouvelles, suivi en 2019 par son premier roman, Paradise, publié à Khartoum.
Elle est également journaliste indépendante et fait partie du Geneva Writers Group.
En plus de ses activités d’écrivaine d’essais, de poésie et de fiction, Sanhouri s’engage comme mentor auprès de jeunes écrivains soudanais, animant plusieurs ateliers intitulés #OneDayFiction dans différentes villes du Soudan. Ces ateliers accueillent des participants âgés de 18 à 28 ans, incluant des jeunes en situation de handicap ou en détention. Ils sont soutenus par la section culturelle de l’ambassade d’Italie au Soudan et par le Goethe-Institut de Khartoum.
En 2014, elle est invitée au programme international d'écriture de l'Université de l'Iowa. Elle est également membre de l' Union des écrivains soudanais, membre du jury du concours de nouvelles de l'Université de Khartoum, et, en 2018, donne une conférence TEDx pour partager sa vision de l'écriture.
En septembre 2016, elle participe au Festival international de littérature de Berlin et en 2020 au Festival de littérature africaine Crossing Borders à Cologne, en Allemagne. Le 11 septembre 2022, le Festival international de littérature de Berlin annonce une nouvelle participation, cette fois avec l'écrivaine. Stella Gaitano du Soudan du Sud.

## Œuvres littéraires
En 2009, son récit Isolation remporte le prix Tayeb Salih de création littéraire pour les jeunes écrivains et paraît en arabe, ainsi que dans une traduction française et anglaise. Dans son article sur le thème de l'éloignement dans la littérature soudanaise moderne, le traducteur et éditeur du Livre de Khartoum, Max Shmookler, qualifie les « descriptions du narrateur solitaire et de la ville désolée et dystopique où il évolue » comme « rédigées dans une prose concise et épurée, dépourvue des procédés poétiques tels que le  mètre, d'assonance, d'allitération et les associations lexicales qui confèrent à la langue arabe son charme  auditif particulier ».
Une adaptation cinématographique de sa nouvelle primée Isolation se produit en Jordanie par le réalisateur Burhan Saadah en 2013.
Dans une critique en arabe, le magazine culturel en ligne Geel Gadeed décrit ce roman en ces termes : « Lire les œuvres de Sabah Sanhouri est pour moi une expérience périlleuse, semblable à l’exploration d’un parc d’enfants abandonné dans une ville touchée par l’explosion d’un réacteur nucléaire. Vous risquez de contracter un cancer à cause de minéraux irradiés, et un serpent affamé pourrait surgir pour mordre votre jambe. Ce voyage littéraire devient encore plus troublant lorsque l’on réalise que l’autrice appartient à votre propre génération ».
En 2022, son roman Paradise paraît en allemand dans une édition organisée par Rafik Schami, l'un des écrivains les plus lus d'Allemagne. Centré autour de l'agence de suicide fictive « Paradise », un auteur nommé Salam s’efforce de donner du sens à son travail en rédigeant des scénarios de suicide sur mesure pour les clients de l'agence. La succession presque infinie de suicides décrite dans l’histoire illustre une quête du sens de la vie. À ce sujet, l’écrivain soudanais  Abdelaziz Baraka Sakin écrit : « Je reste captivé par l’étrange univers de Paradise, peuplé de personnages au seuil de la mort, glissant volontairement dans un  abîme sombre, dans un enfer que leur esprit imagine être le paradis, vendu par une agence comme une illusion de salut éternel ».

## Œuvres choisies
- 2009: Isolement (2009). Nouvelle en arabe et en anglais, publiée dans le magazine Words without Borders et dans l'anthologie française Nouvelles du Soudan[13],[14];
- 2015 : Miroirs aux d'édition Merit au Caire en Égypte;
- 2019 : Paradis  aux éditions Almosawarat à Khartoum[15];

### Note
- (en) Cet article est partiellement ou en totalité issu de l’article de Wikipédia en anglais intitulé « Sabah Sanhouri » (voir la liste des auteurs).